# After: После пада
After: После пада (енгл. After We Fell) — амерички љубавни филм из 2021. године, у режији Кастил Ландон, по сценарију Шерон Собојл. Темељи се на истоименом роману Ане Тод. Трећи је део филмског серијала After, као и наставак филма : После судара из 2020. године. Главне улоге глуме Џозефина Лангфорд и Хиро Фајнс Тифин. Прати Тесу док се спрема да оде на посао у Сијетлу, долазак њеног оца и открића о Хардиновој породици, што угрожава везу пара.
Снимање је почело крајем 2020. године у Бугарској, а сниман је истовремено са својим наставком. Због сукоба у распореду и ограничења путовања током пандемије ковида 19, неколико глумаца је промењено. Премијерно је приказан 1. септембра 2021. у Венецији, док је 30. септембра пуштен у биоскопе у САД, односно 9. септембра у Србији. Као и његови претходници, добио је негативне критике, нарочито због сценарија и глуме. Наставак, : После срећног краја, приказан је 2022. године.

## Радња
Љубав Тесе и Хардина одувек је била компликована, али сада су доспели у фазу у којој се излаз не види. Управо када се Теса спрема да донесе једну од важнијих одлука у животу, све се мења. Хардин још увек не зна да се контролише и све око ње почиње да се распада. Никоме не може да верује, нико није онакав каквим се чини. Ни породица, ни пријатељи.

## Улоге
| Глумац            | Улога          |
| ----------------- | -------------- |
| Џозефина Лангфорд | Теса Јанг      |
| Хиро Фајнс Тифин  | Хардин Скот    |
| Картер Џенкинс    | Роберт         |
| Луиза Ломбард     | Триш Данијелс  |
| Аријел Кебел      | Кимберли       |
| Стивен Мојер      | Кристијан Ванс |
| Мира Сорвино      | Керол Јанг     |
| Чанс Пердомо      | Ландон Гибсон  |
| Франсес Тернер    | Карен Скот     |
| Роб Естес         | Кен Скот       |
| Кијана Мадеира    | Нора           |
| Атанас Сребрев    | Ричард Јанг    |
| Анџела Сари       | Лилијан        |